# ISO 3166-2:SE
ISO 3166-2:SE là mục nhập cho Thụy Điển trong ISO 3166-2, một phần của tiêu chuẩn ISO 3166 được công bố bởi Tổ chức tiêu chuẩn hóa quốc tế (ISO), trong đó xác định mã cho tên của tỉnh trưởng phân (ví dụ, tỉnh hoặc tiểu bang) của tất cả các quốc gia được mã hóa theo ISO 3166-1.
Hiện tại đối với Thụy Điển, mã ISO 3166-2 được xác định cho 21 hạt.
Mỗi mã bao gồm hai phần, cách nhau bởi dấu gạch nối. Phần đầu tiên là SE, mã ISO 3166-1 alpha-2 của Thụy Điển. Phần thứ hai là một hoặc hai chữ cái, là mã chữ cái (länsbokstav) của hạt, và được sử dụng trong biển đăng ký xe cho đến năm 1973.

## Mã hiện tại
Tên phân khu được liệt kê như trong tiêu chuẩn ISO 3166-2 do Cơ quan bảo trì ISO 3166 (ISO 3166/MA) công bố.
Trong ISO 3166-2, mã số (länskod) của mỗi hạt được hiển thị cho mục đích thông tin trong ngoặc vuông sau tên của hạt. Tuy nhiên, các yếu tố mã thay thế này không phải là mã ISO 3166-2 chính thức, vì phần này của ISO 3166 không cho phép mã hóa trùng lặp các phân mục giống hệt nhau.
Tên phân khu được sắp xếp theo thứ tự bảng chữ cái Thụy Điển: az, å, ä, ö.
Nhấp vào nút trong tiêu đề để sắp xếp từng cột.

Bản đồ của Thụy Điển với mỗi hạt được dán nhãn bằng phần thứ hai của mã ISO 3166-2.

| Mã    | Tên phân khu (sv)    | Mã thay thế |
| ----- | -------------------- | ----------- |
| SE-K  | Blekinge län         | [SE-10]     |
| SE-W  | Dalarnas län         | [SE-20]     |
| SE-I  | Gotlands län         | [SE-09]     |
| SE-X  | Gävleborgs län       | [SE-21]     |
| SE-N  | Hallands län         | [SE-13]     |
| SE-Z  | Jämtlands län        | [SE-23]     |
| SE-F  | Jönköpings län       | [SE-06]     |
| SE-H  | Kalmar län           | [SE-08]     |
| SE-G  | Kronobergs län       | [SE-07]     |
| SE-BD | Norrbottens län      | [SE-25]     |
| SE-M  | Skåne län            | [SE-12]     |
| SE-AB | Stockholms län       | [SE-01]     |
| SE-D  | Södermanlands län    | [SE-04]     |
| SE-C  | Uppsala län          | [SE-03]     |
| SE-S  | Värmlands län        | [SE-17]     |
| SE-AC | Västerbottens län    | [SE-24]     |
| SE-Y  | Västernorrlands län  | [SE-22]     |
| SE-U  | Västmanlands län     | [SE-19]     |
| SE-O  | Västra Götalands län | [SE-14]     |
| SE-T  | Örebro län           | [SE-18]     |
| SE-E  | Östergötlands län    | [SE-05]     |

## Thay đổi
Các thay đổi sau đây cho mục đã được công bố trong các bản tin của ISO 3166/MA kể từ lần xuất bản đầu tiên của ISO 3166-2 vào năm 1998:
| Bản tin         | Ngày phát hành                  | Mô tả về sự thay đổi trong bản tin                                                            |
| --------------- | ------------------------------- | --------------------------------------------------------------------------------------------- |
| Newsletter II-3 | 2011-12-13(sửa chữa 2011-12-15) | Tên chính xác của bộ phận hành chính, sắp xếp lại thứ tự chữ cái và cập nhật danh sách nguồn. |